# صالح أباد (علي أباد ملك)
صالح أباد (بالفارسية: صالح‌آباد) هي قرية تقع في إيران في قسم علي أباد ملك الريفي. يقدر عدد سكانها بـ 519 نسمة .